# Prêmio Andrew Gemant
O Prêmio Andrew Gemant (em inglês:  Andrew Gemant Award) é um prêmio concedido pelo American Institute of Physics a uma pessoa que fez substanciais contribuições culturais, artísticas ou humanísticas na física. O prêmio homenageia Andrew Gemant.

## Laureados
| Ano  | Nome                      |
| ---- | ------------------------- |
| 1987 | Philip Morrison           |
| 1988 | Freeman Dyson             |
| 1989 | Gerald Holton             |
| 1990 | Jeremy Bernstein          |
| 1991 | Cyril Stanley Smith       |
| 1992 | Martin Aitken             |
| 1993 | Abraham Pais              |
| 1994 | Spencer Weart             |
| 1995 | Robert Rathbun Wilson     |
| 1996 | Alan Lightman             |
| 1997 | Steven Weinberg           |
| 1998 | Stephen Hawking           |
| 1999 | Paula Apsell              |
| 2000 | James Trefil              |
| 2001 | Lawrence Krauss           |
| 2002 | Michael Riordan           |
| 2003 | Brian Greene              |
| 2004 | Alan Friedman             |
| 2005 | Hans Christian von Baeyer |
| 2006 | Marcia Bartusiak          |
| 2007 | Andrew Fraknoi            |
| 2008 | John S. Rigden            |
| 2009 | Brian Schwartz            |
| 2010 | Daniel R. Altschuler      |
| 2011 | Stephen Maran             |
| 2012 | Lisa Randall              |
| 2013 | Edwin Krupp               |
| 2014 | Sean Michael Carroll      |
| 2015 | Ainissa Ramirez           |
| 2016 | James Kakalios            |